# Кетрін Ештон
Кетрін Марґарет Ештон (англ. Catherine Margaret Ashton, Baroness Ashton of Upholland; нар. 20 березня 1956, Апхолланд, Ланкашир) — британська політик, баронеса, Верховний представник Європейського Союзу з питань закордонних справ і політики безпеки (2009–2014).

## Життєпис
Народилася в 1956 в Апхолланді в Об'єднаному Королівстві у сім'ї робочих вугільної промисловості. Спочатку навчалася в Апхолландській гімназії, а потім у Віганському гірничотехнічному коледжі. Кетрін Ештон здобула вищу освіту за напрямком «Соціологія» в 1977 році, бувши першою з родини, хто навчався в університеті.
Закінчила Лондонський університет за спеціальністю «економіка», займала низку громадських посад з питань зайнятості та виховання дітей.
У 1999 їй наданий довічний титул баронеси і місце в Палаті лордів британського парламенту. Протягом майже 10 років працювала в лейбористському уряді Великої Британії — у міністерствах освіти, конституційних справ і юстиції.
У 2006 названа «Політиком року» у Великій Британії.
У 2007, після приходу до влади прем'єр-міністра Гордона Брауна, призначена лідеркою лейбористської фракції в Палаті лордів.
З жовтня 2008 баронеса Ештон змінила в Брюсселі викликаного для роботи в уряд у Лондоні єврокомісара з торгівлі Пітера Мандельсона.
19 листопада 2009 Європейський Союз обрав баронесу Кетрін Ештон новим Високим представником ЄС із закордонних справ і політики безпеки. Нова посада Ештон, заснована схваленою напередодні Лісабонською угодою, поєднує в собі два пости, що існували раніше, — високого представника з питань спільної зовнішньої політики і політики безпеки та єврокомісара із зовнішніх зв'язків. Високий представник також стане віцеголовою Європейської Комісії.
Одружена з журналістом і президентом компанії з опитувань громадської думки YouGov Пітером Келлнером.

## Кар'єра

### Об'єднане Королівство
У 1977–1983 працювала в Кампанії за ядерне роззброєння і в 1982 обрана національним скарбником. З 1979 по 1981 була бізнес-менеджеркою організації Coverdale, консалтингової компанії з управління.
Станом на 1983 працювала в Центральній раді з навчання та підготовки кадрів в галузі соціальної роботи. Протягом більшої частини 1990-х років була позаштатною радницею з питань політики. Кетрін Ештон очолювала органи охорони здоров'я в Хартфордширі в 1998–2001, вона стала віцепрезидентом Національної ради з питань сімей з одним годувальником.
У червні 2001 призначена парламентською заступницею державного секретаря в Департаменті з питань освіти і науки. А в вересні 2004 року призначена парламентською заступницею міністра в Департаменті з конституційних питань. Ештон прийняла присягу Таємної ради в 2006 році, і стала парламентською заступницею державного секретаря в новому міністерстві юстиції в травні 2007 року.
У 2005 отримала звання «Міністр року» за версією журналу «The House Magazine».
28 червня 2007 прем'єр-міністр Великої Британії Гордон Браун представив Кетрін Ештон Кабінету Її Величності як лідерку Палати лордів.

#### Європейський Союз
3 жовтня 2008 Ештон запропонована Великою Британією на зміну Пітеру Мандельсону як європейський комісар з торгівлі. Оскільки європейські члени Комісії не можуть займатися будь-якою іншою професійною діяльністю протягом терміну їх повноважень, оплачуваною чи ні, вона взяла відпустку з Палати лордів 14 жовтня 2008, зберігаючи титул пера, але не своє місце.
Під час свого терміну, Ештон представляла ЄС в переговорах, що призвели до тривалих спорів з приводу "війни яловичини" зі Сполученими Штатами (травень 2009), вона очолювала делегацію ЄС в угоді з Південною Кореєю, а також представляла ЄС в закінченні давньої суперечки з приводу імпорту бананів, головним чином за участі країн Латинської Америки і ЄС.

## Україна
У грудні 2013 року Кетрін Ештон відвідала Київ. Вона сказала, що була вражена «демонстрацією українців за євроінтеграцію», і зазначила: 
На жаль, поліція застосувала силу для виведення мирних людей з центру Києва … Діалог з політичними колами і суспільством завжди кращий, ніж застосування сили.
Згодом віцепрем'єр Росії Дмитро Рогозін розкритикував дії Ештон стосовно антиурядових протестів у Києві, вказуючи на смерть великої кількості співробітників поліції.
На початку березня вийшов запис розмови між Ештон і міністром Естонії Урмасом Паетом. Під час розмови Пает повідомив, що «під час безладу в Києві снайпери стріляли і в силовиків, і в протестувальників. Експертиза підтвердила, що кулі були однаковими, також є ще фотографії. За цим стояли люди не Януковича, а хтось із нової коаліції». Кетрін Ештон відповіла: «Народу потрібно набратися терпіння та дати Раді попрацювати. Новим людям потрібний час на адаптацію».
28 березня 2014 випустила пресреліз із засудженням насильства з боку членів української націоналістичної політичної партії Правий Сектор, заявивши: «Я рішуче засуджую тиск з боку активістів сектора правих, які оточили будівлю Верховної Ради України. Таке залякування парламенту проти … демократичних принципів і верховенства закону. Я закликаю партії утримуватися від застосування або загрози насильства».